# Бољаско
Бољаско (итал. Bogliasco) је насеље у Италији у округу Ђенова, региону Лигурија.
Према процени из 2011. у насељу је живело 3656 становника. Насеље се налази на надморској висини од 40 м.

## Становништво
| 1931. | 1936. | 1951. | 1961. | 1971. | 1981. | 1991. | 2001. | 2011. |
| ----- | ----- | ----- | ----- | ----- | ----- | ----- | ----- | ----- |
| 2.990 | 3.067 | 3.849 | 3.847 | 4.447 | 4.887 | 4.553 | 4.613 | 4.486 |